# Vanessa Schneider
Pour les articles homonymes, voir Schneider.
Vanessa Schneider est une journaliste, romancière et essayiste française née en 1969 à Puteaux (Hauts-de-Seine).

## Biographie

### Famille
Vanessa Schneider est la fille du haut fonctionnaire et psychanalyste français Michel Schneider, d'origine alsacienne et roumaine, et par sa mère, d'origine provençale et haïtienne, la petite-fille de l'actrice Anaclara et la cousine de l'actrice Maria Schneider.

### Formation
Diplômée de l'Institut d'études politiques de Paris en 1991, du Centre de formation des journalistes en 1994, elle est également titulaire d'une licence d'histoire et d'une maîtrise de sciences politiques à l'université Panthéon-Sorbonne.

### Carrière de journaliste
Journaliste politique à Libération de 1994 à 2007, elle devient reporter pour l'agence CAPA en février 2007. Parallèlement, elle travaille pour l'émission Dimanche+ sur Canal+ et, toujours sur la même chaîne, intervient comme polémiste dans l'émission Un café, l'addition, de Pascale Clark (septembre 2007-juin 2008),. Elle est également chroniqueuse régulière sur RTL dans l'émission On refait le monde, alors animée par Nicolas Poincaré.
De 2009 à 2011, elle est grand reporter à Marianne. En 2011, elle intègre le service politique du quotidien Le Monde, chargée du gouvernement. Elle y suit la campagne électorale de Nicolas Sarkozy pour l'élection présidentielle de 2012. De 2013 à 2020, elle est journaliste à M, le magazine du Monde avant de rejoindre le service « grand reporter » du quotidien. Elle écrit des portraits de personnalités du monde culturel, politique ou des affaires, réalise de longs entretiens et des enquêtes au long cours comme celles consacrées aux successions dans les grandes familles françaises (les Arnault, Bolloré, Lagardère, Peugeot, etc.) avec sa consœur Raphaëlle Bacqué.
En 2015-2016, elle est responsable d'un éditorial politique hebdomadaire dans la matinale de RTL.
En janvier 2023, elle publie dans Le Monde un article sur la fin de vie de son père dans des conditions indignes, ce qui suscite de nombreuses réactions et témoignages.
Elle intervient régulièrement dans des émissions sur France Inter et C dans l'air sur France 5.

#### Essayiste politique
En 2001, elle publie son premier livre, un essai politique intitulé La Déprime des politiques. Quelques années plus tard, elle réalise le documentaire « Paris 2008 », relatant divers aspects des élections municipales de 2008 à Paris pour l'émission Jeudi Investigation de Canal+ (diffusé le 20 mars 2008), ou la campagne des municipales parisiennes vue de l'intérieur,
À la suite de la publication de son enquête Le Mauvais Génie, rédigée avec Ariane Chemin et consacrée à Patrick Buisson, précédemment conseiller du président de la République Nicolas Sarkozy, Buisson qualifie les deux journalistes de « folliculaires [mauvaises journalistes] besogneuses, travaillant pour un bulletin paroissial gaucho-capitaliste. » Cette réaction de l'ancien journaliste d'extrême droite fait suite aux nombreuses révélations de l'ouvrage qui dressent de lui un portrait peu flatteur. Le livre reçoit le prix Bernard Mazières du livre politique et fait l'objet d'un documentaire co-réalisé par les deux auteures avec Tancrède Ramonet intitulé Patrick Buisson, le mauvais génie. L'extrême droite au cœur du pouvoir et diffusé en octobre 2016 sur France 3.
Dans un entretien sur France Inter en 2013, Vanessa Schneider explique que, pour elle, « la politique est un théâtre » et que ce qui l'intéresse est le « petit jeu entre des acteurs de premier plan, des acteurs de second plan, comment tout ce monde-là s'agence, comment parfois des décisions sont régies par des sentiments, par des inimitiés, par des haines ou au contraire par des amitiés, par des fidélités » qu'elle cherche à décrypter. Cela aboutit à une analyse politique autant basée sur les questions idéologiques et programmatiques que sur les interactions entre les acteurs politiques et les effets qu'elles produisent.

Elle assume une écriture romanesque à l'image de ce portrait de Cécilia Attias, deuxième épouse de Nicolas Sarkozy, paru dans M, le magazine du Monde : 

« En ce mois de juin pluvieux, on la retrouve lovée dans un canapé de l'Hôtel Bristol où elle descend lorsqu'elle est de passage à Paris. Même regard vert de chat, même silhouette impeccable grâce à une discipline alimentaire de fer et une pratique sportive régulière. Cécilia Attias nous prie de nous asseoir « tout près » comme pour créer un écran entre elle et le bar qui bruit de sa présence. Autour de son cou, un pendentif avec deux cœurs en or enlacés. »

#### Romancière
En mai 2008, elle publie aux éditions Stock La Mère de ma mère, un premier roman autobiographique,, dans lequel elle fait le portrait de sa grand-mère maternelle, actrice connue sous le nom d'Anaclara, et son déni de ses origines haïtiennes.
En octobre 2009, son second roman, Tâche de ne pas devenir folle, poursuit l'exploration de ses origines familiales.
À la rentrée littéraire 2011, elle publie Le Pacte des vierges, récit inspiré d'un fait divers américain : dix-sept jeunes filles se trouvent enceintes en même temps.
Pour son quatrième roman chez Stock, Le jour où tu m’as quittée, elle plonge dans les affres d’une rupture amoureuse.
Tu t'appelais Maria Schneider, paru en 2018 aux éditions Bernard Grasset, raconte l'histoire de sa cousine, l'actrice du Dernier Tango à Paris, Maria Schneider,,. Sélectionné pour le prix Renaudot 2018, le prix Femina 2018 et le prix Anaïs-Nin 2019, l'ouvrage reçoit le prix Geneviève Moll ainsi que le grand prix de littérature de la ville de Saint-Étienne. En 2024, il fait l'objet d'une adaptation cinématographique réalisée par Jessica Palud.
En 2021, elle écrit avec l'avocat Georges Kiejman les souvenirs de celui-ci sous le titre L’homme qui voulait être aimé.
En 2022 sort La Fille de Deauville, un livre abordant sous un aspect très romancé la vie de Joëlle Aubron, une des terroristes du groupe Action directe. Dans L'Obs, Jérôme Garcin note : « Vanessa Schneider a compris qu’il fallait être romancière, et non biographe, pour parvenir à camper l’énigmatique, insaisissable, paradoxale Joëlle Aubron. »

## Publications

### Romans
- La Mère de ma mère, éditions Stock, coll. « Bleue », 2008  (ISBN 9782234061132) ; rééd. coll. « Points Seuil »
- Tâche de ne pas devenir folle, éditions Stock, coll. « Bleue », 2009  (ISBN 9782234061965) ; rééd. coll. « Points Seuil »
- Le Pacte des vierges, éditions Stock, coll. « Bleue », 2011  (ISBN 9782234061965) ; rééd. coll. « Points Seuil »[31]
- Le Jour où tu m’as quittée, éditions Stock, coll. « Bleue », 2014  (ISBN 9782234078079)
- Tu t’appelais Maria Schneider, Paris, éditions Grasset, 2018, 256 p.  (ISBN 978-2-246-86108-9) ; rééd. Le Livre de poche, 2020[32]
- La Fille de Deauville, Paris, éditions Grasset, 272 p. 2022  (ISBN 978-2-246-81723-9)

### Essais
- La Déprime des politiques, éditions du Seuil, coll. « L'Épreuve des faits », 2001  (ISBN 9782020426213)
- Avec Ariane Chemin, Le Mauvais Génie, Fayard, 2015, 304 p. Prix Bernard-Mazières du livre politique
- Avec Georges Kiejman, L'homme qui voulait être aimé, 2021 (ISBN 978-2-246-82858-7)
- Avec Raphaëlle Bacqué, Successions : L'argent, le sang et les larmes, Paris, Albin Michel, coll. « Mémoires Imaginaires », 2022 (ISBN 9782226476647)
- Avec Raphaëlle Bacqué, Successions : Secrets de famille, Albin Michel, coll. « Mémoires Imaginaires », vol. saison 2, 2024  (ISBN 2-2264-9771-4)

### Nouvelles
- Le Deauville intime de... (collectif), Mercure de France, 2020